# Adalbert I. (Tuszien)
Adalbert I. (* vor 846; † nach dem 27. Mai 884) war Markgraf von Tuszien und Tutor von Korsika aus dem Haus Bonifacius. Er war der Sohn von Graf Bonifatius II. von Lucca. Er verfügte über großen Grundbesitz in der Provence.
Adalbert war zweimal verheiratet: in erster Ehe mit Anonsuara und in zweiter Ehe (vor dem 25. April 875) mit Rothilde, der Schwester von Herzog Lambert von Spoleto. Dieser Verbindung entstammten sein Nachfolger Adalbert II. sowie ein weiterer Sohn Bonifaz.
Adalbert kämpfte gegen die Sarazenen. Er trat als Gesandter Kaiser Ludwigs II. beim Streit um die Nachfolge Papst Leos IV. auf und versuchte 878 zusammen mit Lambert von Spoleto die Anerkennung Karlmanns als Kaiser durch den in der Leostadt gefangengehaltenen Papst Johannes VIII. zu erzwingen.